# Чужиков, Михаил Афанасьевич
Михаил Афанасьевич Чужиков (26 ноября 1904, Россошь, Воронежская губерния — 17 августа 1995, Невинномысск, Ставропольский край) — командир пулеметного расчета 897-го горно-стрелкового полка (242-я горно-стрелковая дивизия, 1-я гвардейская армия, 4-й Украинский фронт), сержант. Полный кавалер Ордена Славы.

## Биография

### Ранние годы
Михаил Чужиков родился 26 ноября 1904 года в селе Россошь ныне Репьёвского района Воронежской области в семье крестьянина. Русский. Образование начальное. В 1928—1930 годах проходил действительную службу в Красной Армии. Жил в селе Ивановское Либкнехтовского (ныне Кочубеевского) района Ставропольского края. Работал в колхозе.

### Участие в Великой Отечественной войне
В июне 1941 года Чужиков был вновь призван в армию. С того же времени на фронте. Пулеметчик Чужиков участвовал в обороне Северного Кавказа, освобождении Крыма весной 1944 года. За мужество, проявленное в боях за Севастополь, был награждён орденом Красной Звезды. Это была уже третья боевая награда, на груди пулеметчика уже сияли медаль «За отвагу» и ещё один орден Красной Звезды.
После освобождения Крыма дивизия, в которой воевал Чужиков, была переброшена в Карпаты для участия в Восточно-Карпатской операции.
22 сентября 1944 года в бою у населенного пункта Габуре (35 км юго-западнее города Санок) сержант Чужиков огнём из пулемета отбил несколько контратак противника, подавил 2 огневые точки и рассеял до взвода вражеской пехоты. За несколько минут боя на подступах к окопам роты осталось лежать до 30 вражеских автоматчиков. Приказом от 3 ноября 1944 года сержант Чужиков Михаил Афанасьевич награждён орденом Славы 3-й степени (№ 461434).
8 февраля 1945 года в бою близ населенного пункта Сьвинна (21 км юго-восточнее города Бельско-Бяла, Польша) при отражении атаки врага сержант Чужиков сразил со своим расчетом свыше 10 гитлеровцев и подавил огневую точку. Приказом от 8 марта 1945 года сержант Чужиков Михаил Афанасьевич награждён орденом Славы 2-й степени (№ 19208).
15 апреля 1945 года в бою под населенным пунктом Красковец (17 км северо-восточнее города Моравска-Острава, Чехословакия) сержант Чужиков с пулеметом укрылся в траншее, пропустил штурмовое орудие с десантом на борту, а затем сзади расстрелял вражеских солдат в упор.
Указом Президиума Верховного Совета СССР от 29 июня 1945 года за образцовое выполнение заданий командования в боях с немецко-фашистскими захватчиками сержант Чужиков Михаил Афанасьевич награждён орденом Славы 1-й степени (№ 1034). Стал полным кавалером ордена Славы.

### После войны
В 1945 году был демобилизован. Возвратился в село Ивановское. Работал чабаном в колхозе. О его трудовых достижениях свидетельствовали три медали ВДНХ. Затем переехал в город Невинномысск Ставропольского края. Скончался 17 августа 1995 года. Похоронен в селе Ивановское.

## Награды

### Военные
- Орден Отечественной войны 1-й степени
- Орден Красной Звезды (награждён дважды)
- Ордена Славы 3-х степеней
- Медали, в том числе «За отвагу».

### Гражданские
- Медали ВДНХ (награждён трижды)